# Dolichopeza (Nesopeza) tarsalis
Dolichopeza (Nesopeza) tarsalis is een tweevleugelige uit de familie langpootmuggen (Tipulidae). De soort komt voor in het Palearctisch gebied.